# Кавказская армия (ВСЮР)
Кавка́зская а́рмия — оперативно-стратегическое объединение белых войск на Кавказе, входившее в состав Добровольческой армии генерала А. И. Деникина. Была образована 22 мая 1919 года.
22 мая 1919 года Кавказская Добровольческая армия (бывшая Добровольческая армия) была разделена на 2 армии, одной из них была Кавказская, наступавшая на Царицын — Саратов. К 5 июля 1919 года насчитывала 23 234 человек, к 5 октября 1919 года — 8 640 штыков, 6 115 сабель, 324 сапера, 384 пулемета, 85 орудий, 15 самолетов и 7 бронепоездов (в октябре 1919 года — 14 500 чел.). Расформирована 29 января 1920 года с обращением на формирование Кубанской армии.

## Состав
Первоначально включала 1–3-й конные и Сводно-Донской (4-я и 13-я Донские дивизии) корпуса, Астраханскую бригаду, и 6-ю пехотную дивизию.
В середине октября 1919 2-й Кубанский корпус был переброшен в Донскую и потом в Добровольческую армию.
Состав войск к 5-му Октябрю 1919 года :
1-й Кубанский Корпус :
1-я Кубанская казачья дивизия :
2-й Линейный казачий полк ККВ 
2-й Черноморский казачий полк ККВ (во 2-м корпусе временно)
2-й Сводный Кубанский казачий полк ККВ 
3-й Сводный Кубанский казачий полк ККВ
Кубанский казачий гвардейский дивизион ККВ (в Екатеринодаре)
Стрелковый полк
1-й Кубанский конно-артиллерийский дивизион
4-я Кубанская казачья дивизия (временно в 4-м Кубанском корпусе) 
При корпусе:
Сводно-Гренадёрская дивизия :
Сводный полк 1-й гренадерской дивизии 
Сводный полк 2-й гренадерской дивизии
Сводный полк 3-ой гренадерской дивизии
Гренадёрская артиллерийская бригада 
Гренадёрская инженерная рота
2-я Кубанская пластунская бригада 
3-я Кубанская пластунская бригада
2-й Кубанский корпус :
2-я Кубанская казачья дивизия  :
1-й Кубанский казачий полк ККВ 
2-й Кубанский казачий полк ККВ
1-й Лабинский казачий полк ККВ 
1-й Полтавский казачий полк ККВ 
Стрелковый полк
2-й Кубанский конно-артиллерийский дивизион
3-я Кубанская казачья дивизия  : 
1-й Черноморский казачий полк ККВ 
1-й Таманский казачий полк ККВ 
1-й Кавказский казачий полк ККВ 
1-й Полтавский казачий полк ККВ 
Корниловский конный полк ККВ
Стрелковый полк
3-й Кубанский конно-артиллерийский дивизион
При дивизии :
Сводный батальон Степных партизан 
Артиллерийский взвод
При корпусе : 
Сводно-Горская [горская] дивизия [временно] :
1-й Ингушский конный полк 
2-й Ингушский конный полк 
Карачаевский конный полк 
1-й Дагестанский конный полк 
2-й Дагестанский конный полк
При дивизии :
1-й Дагестанский стрелковый батальон 
4-й Кубанский корпус :
1-я конная дивизия :
1-й Екатеринодарский казачий полк ККВ 
1-й Линейный казачий полк ККВ 
1-й Уманский казачий полк ККВ 
1-й Запорожский казачий полк ККВ 
Стрелковый полк
1-й Конно-артиллерийский дивизион 
Сводно-Горская [горская] дивизия (временно в 2-м Кубанском корпусе) 
Кабардинская [конная] дивизия :
1-й Кабардинский конный полк 
2-й Кабардинский конный полк 
3-й Кабардинский конный полк 
4-й Кабардинский конный полк
2-й Конно-артиллерийский дивизион
При корпусе :
4-я Кубанская казачья дивизия [временно] :
2-й Запорожский казачий полк ККВ 
2-й Уманский казачий полк ККВ 
2-й Екатеринодарский казачий полк ККВ 
2-й Кавказский казачий полк ККВ 
Стрелковый полк
4-й Кубанский конно-артиллерийский дивизион
Астраханская казачья дивизия : 
1-й Астраханский казачий полк 
2-й Астраханский казачий полк 
3-й Астраханский казачий полк 
4-й Астраханский казачий полк 
1-й Инородческий конный полк 
4-й конно-артиллерийский дивизион 
1-я Отдельная Кубанская казачья бригада : 
3-й Кавказский казачий полк ККВ  
3-й Черноморский казачий полк ККВ [на охране ЖД] 
16-й Кубанский пластунский батальон 
2-я Терская пластунская бригада  
Ставропольский конно-партизанский дивизион
Лейб-гусарский Павлоградский полк 
1-й отдельный тяжелый гаубичный дивизион
1-я Кубанская инженерная сотня (полк. Д.Г. Галушко)
1-й (Кавказский) радио-телеграфный дивизион
4-я отдельная телеграфная рота
1-й автомобильный батальон
1-й бронепоездной дивизион 
1-й и 4-й танковые отряды 1-го и 6-й отряд 2-го танкового дивизиона
2-й броневой дивизион (1-й, 2-й и 3-й отряды)
1-ю Кавказскую отдельную инженерную роту (117 чел.)
1-й Кубанский казачий авиаотряд (3 самолета)
3 английских авиаотряда (12 самолетов)
Раздорская отдельная сотня (охрана ЖД)
Донские бронепоезда «Степной», «Казак Землянухин», «Атаман Платов» и «Илья Муромец»
1-й железнодорожный батальон Добровольческой армии
Морской отряд особого назначения (кап. 1-го ранга Заев)
Морской отдельный батальон (165 шт., 8 пул., 2 орудия)
Отдельная Кубанская батарея (4 орудия)
Отдельный взвод гаубиц (2 орудия)
4 дивизиона Морской тяжелой артиллерии: особого назначения — 1-я (в ремонте) и 2-я (3 орудия) батареи, 2-й — 3-я батарея (2 орудия), 4-й — 7-я (2 орудия) и 8-я (1 орудие) батареи, и 6-й — 12-я батарея (2 орудия) 
, а кроме того — 6-й (7 катеров: МК 1–5, 7 и 10) и 7-й (7 бронекатеров: «Казак», «Черкес», «Пластун», «Линеец», «Черноморец», «Атаман Чепига», «Антон Головатый») дивизионы речных катеров и 1-й дивизион канонерских лодок.

## Командующие
Командующие Кавказской армией:
- генерал-лейтенант П. Н. Врангель, 21 мая — 8 декабря 1919 года
- генерал-лейтенант В. Л. Покровский, 9 декабря 1919 — 8 февраля 1920 года

### Начальники штаба
Начальники штаба:
- генерал-лейтенант Я. Д. Юзефович, 21 мая — 20 июня 1919 года
- генерал-лейтенант П. Н. Шатилов, 20 июня — 13 декабря 1919 года
- генерал-майор Д. М. Зигель, 13 декабря 1919 — 8 февраля 1920 года